# Abbaye Sainte-Marie de la Valldigna
L’abbaye Sainte-Marie de la Valldigna se trouve dans le territoire communal de Simat de la Valldigna, dans la province de Valence de la Communauté valencienne en Espagne.

## Histoire
Selon la tradition, l'abbaye est fondée en 1297 par Jacques II d'Aragon, dit « le Juste ». Ce roi, après avoir guerroyé contre les musulmans pour les terres d'Alicante et Murcie, en passant par la vallée, alors nommée Alfandech, et impressionné par sa fertilité et sa beauté, dit à son chapelain le moine Bononat de Vila-Seca, abbé de l'abbaye cistercienne de Santes Creus : « Vall digna per a un monestir de la vostra religió » (vallée digne pour un monastère de votre religion). Et l'abbé répondit : « Vall digna ! ». Le roi concéda les terres à l'abbé de Santes Creus pour une nouvelle fondation cistercienne dans la vallée qui prit alors le nom de Valldigna. 
Dès sa construction elle fut une des abbayes les plus importants de l'Ordre cistercien, filiale de l'abbaye de Santes Creus dans la Province de Tarragone. Toute la Valldigna (vallée digne) était propriété de cette communauté monacale par ordre royal. Son style de construction est gothique valencien.
L'abbaye fut habitée par les moines jusqu'en 1835, où une révolte populaire dans la Valldigna après le désamortissement de Mendizábal (confiscation d'une partie des biens du clergé) obligea les moines à abandonner le monastère. La majeure partie de ses biens furent détruits ou spoliés. 
Après des décennies d'abandon, actuellement l'abbaye de Santa María de la Valldigna est, selon l'article 57 du Statut d'autonomie de la Communauté valencienne, « temple spirituel, historique et culturel de l'ancien Royaume de Valence, et est également symbole de la grandeur du peuple valencien ». Dans le même article il est dit que « la Generalitat valencienne récupérera, restaurera et conservera le monastère (...) une loi du Parlement valencien déterminera le destin et l'utilisation du monastère comme point de rencontre de tous les valenciens et comme centre d'investigation et d'études pour récupérer l'histoire de la Communauté valencienne ».

## Galerie

Abbaye de Santa María de la Valldigna
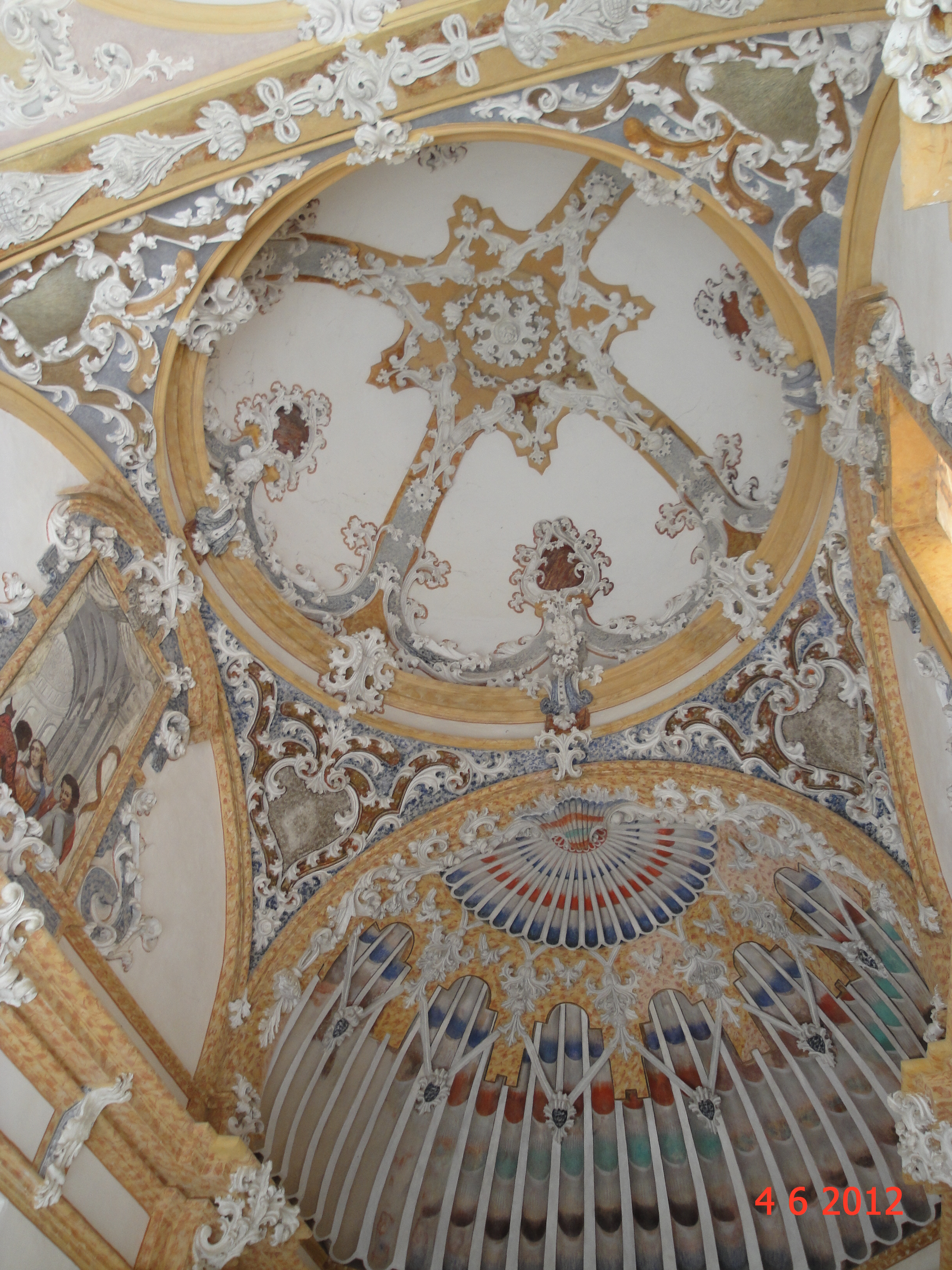
voute de l'église
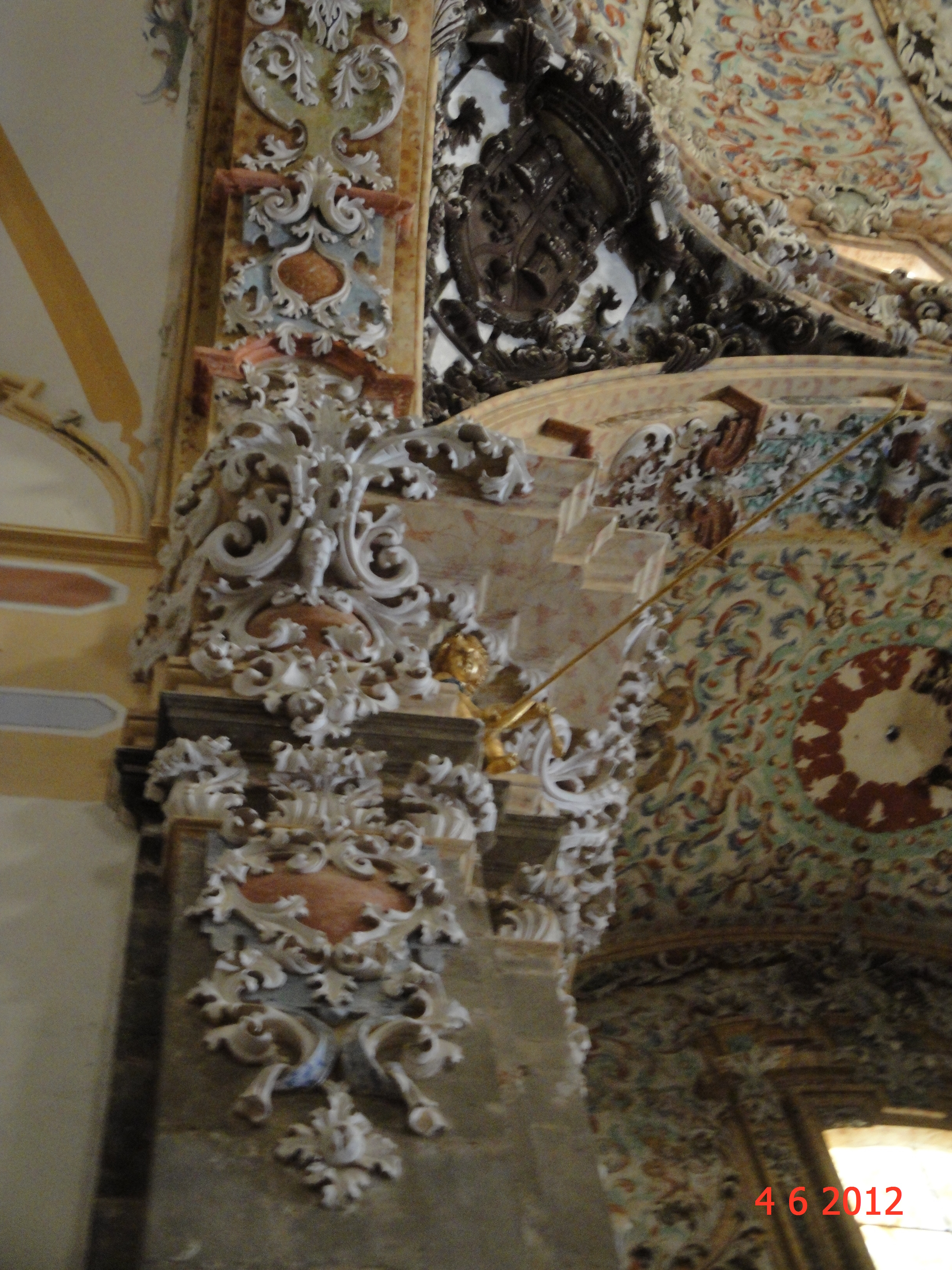
détail de la décoration de l'église
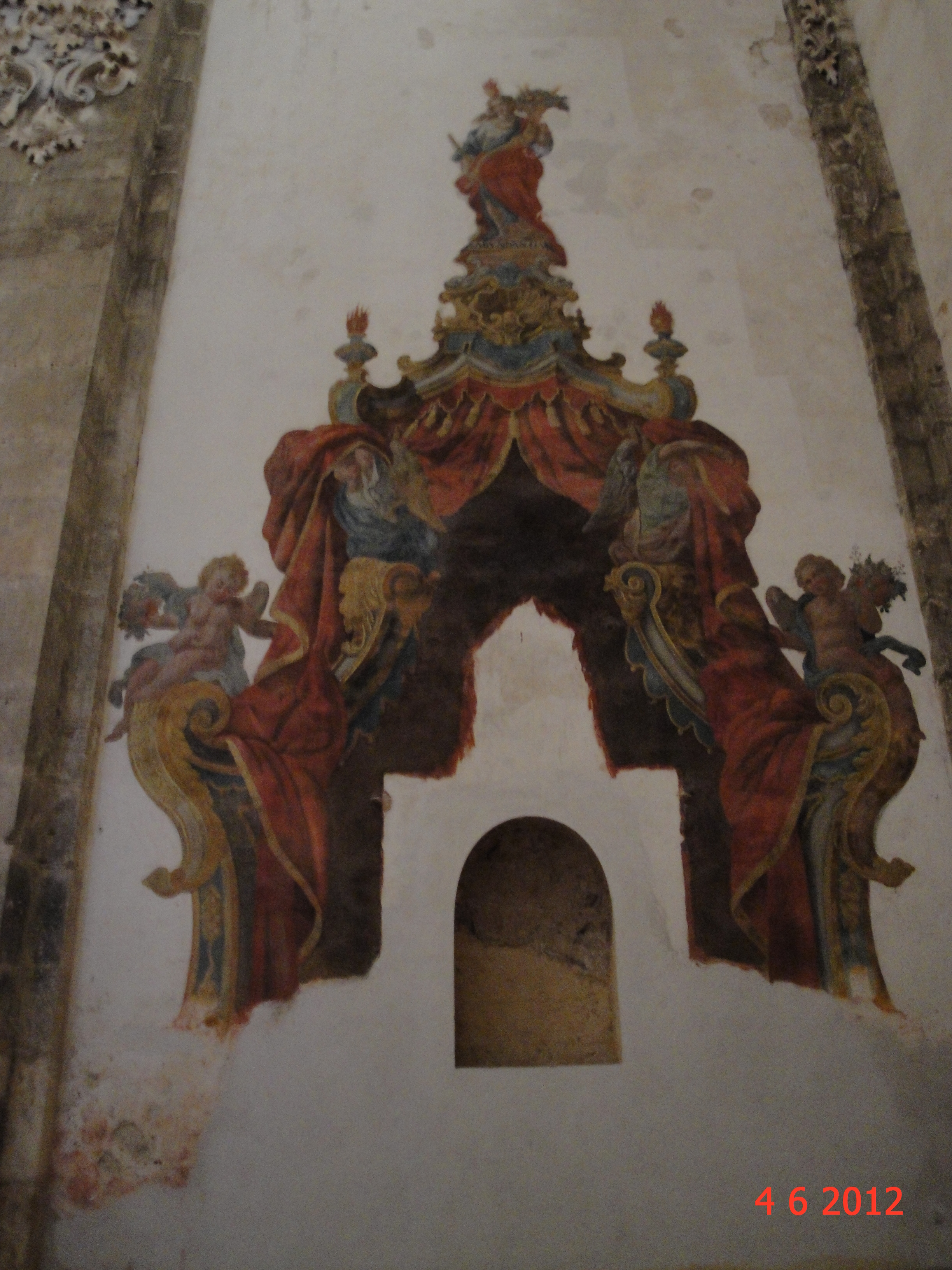
fresque dans l'église